# إرفينغ ألين
إرفينغ ألين (بالإنجليزية: Irving Allen)‏ هو منتج أفلام أمريكي، ولد في 24 نوفمبر 1905 في لفيف في أوكرانيا، وتوفي في 17 ديسمبر 1987 في إنسينو ‏ في الولايات المتحدة.

## وصلات خارجية
- إرفينغ ألين على موقع IMDb (الإنجليزية)
- إرفينغ ألين على موقع أول موفي (الإنجليزية)
- إرفينغ ألين على موقع قاعدة بيانات الفيلم (الإنجليزية)